# Fernando de Alva Cortés Ixtlilxochitl
Fernando de Alva Ixtlilxóchitl (Texcoco, 1578? - Mexico, 1650) est un historien mexicain du XVIe siècle, dont l'œuvre constitue une source précieuse pour la connaissance de l'histoire préhispanique de Texcoco et du Mexique central en général.
Né d'un père espagnol et d'une mère appartenant à l'ancienne maison gouvernante indigène acolhua de Texcoco, arrière-petit-fils d'Ixtlilxochitl II, il fit ses études au collège Santa Cruz de Tlatelolco. Il fit ensuite carrière dans l'administration coloniale espagnole. Il exerça la fonction de Juez-Gobernador à Texcoco et à Chalco-Tlalmanalco. Vers 1640, on le retrouve comme interprète (nahuatlato).
Il est avant tout connu comme historien. Son œuvre se compose de divers ouvrages connus sous le nom de Relations, parmi lesquelles on trouve une liste de rois toltèques qui diffère sensiblement de celles que l'on retrouve dans la tradition aztèque, ainsi qu'une version du mythe des cinq Soleils que l'on ne trouve nulle part ailleurs, ainsi que de l'«Historia de la Nación chichimeca». Ce dernier ouvrage traite de l'histoire des Toltèques, des Chichimèques ainsi que de l'ascension de la Triple alliance jusqu'au début du siège de Tenochtitlan. Le manuscrit s'interrompt brutalement au milieu d'une phrase.
Comme c'est le cas de bon nombre de chroniqueurs du XVIe siècle, l'œuvre d'Ixtlilxochtitl est teintée de patriotisme local : il fait la part belle à ses ancêtres royaux texcocains (Nezahualcoyotl, Nezahualpilli) et à son arrière-grand-père Ixtlilxochitl II, dont il exagère le rôle dans la conquête espagnole de l'empire aztèque.
Pour rédiger ses ouvrages, il s'est basé sur des renseignements provenant d'informateurs locaux ainsi que de codex indigènes, dont certains ont disparu mais d'autres sont conservés, tels que le Codex Xolotl, la Mapa Quinatzin et la Mapa Tlotzin.
Les œuvres d'Ixtlilxochtitl ne furent jamais publiées de son vivant. Conservées au monastère San Pedro y San Pablo à Mexico, elles furent redécouvertes par Lorenzo Boturini au XVIIIe siècle.